# Nitracija
Nitracija ali nitriranje je kemijska reakcija, s katero se v kemijsko spojino vnese nitro skupino –NO2. Reakcija poteka z zmesjo koncentrirane dušikove (HNO3) in žveplove kisline (H2SO4):

## Nitriranje aromatskih spojin
Nitriracija aromatskih spojin je elektrofila aromatska substitucija nitronijevega iona na benzenov obroč.
Benzen se nitrira z zmesjo koncentrirane dušikove in žveplove kisline pri 50 °C. Žveplova kislina deluje kot katalizator in sredstvo za absorbcijo vode. 
Nastanek nitronijevega iona (elektrofila) iz dušikove kisline in reakcija nitronijevega iona z benzenom  sta prikazana na naslednji reakcijski shemi:
Možni so tudi drugi reakcijski mehanizmi, v katerih pride do prenosa samo enega elektrona.

## Potek reakcije
Pri nitriranju se vedno pojavlja problem selektivnosti. Nitriranje fluorenona je selektivno -  končni produkt je vedno trinitro ali tetranitro spojina, odvisno od reakcijskih pogojev. Trinitro spojine daje tudi nitriranja floroglucinola (1,3,5-benzenetriol).
Poleg došikove kisline se za nitriranje lahko uporabijo tudi drugi reagenti, na primer nitronijum tetrafluroroborat (NO2BF4). To spojino se lahko pripravi iz fluorovodika (HF), dušikove kisline (HNO3) in borovega trifluorida (BF3).
Hitrost elektrofilne aromatske substitucije je odvisna od substituent na aromatskem obroču. Hitrost reakcije zmanjšujejo deaktivacijske substituente, ki privlačijo elektrone in s tem zmanjšujejo gostoto elektronov na benzenovem obroču. Takšne substituente povzročijo, da se elektrofilni nitronijev ion veže na meta položaj na aromatskem obroču. Mednje spadajo nitro, sulfonilne, ciano, keto, estrske in karboksilne skupine. Hitrost reakcije povečujejo aktivacijske substituente, na primer amino, hidroksi in metilna skupina ter amidi in etri, ki substitucijo usmerjajo na orto in para položaj na aromatskem obroču.
Nitriranje anilina z dušikovo in žveplovo kislino pri 50 °C daje, po enem od virov, zmes para in meta anilina v razmerju 1:1. Takšen rezultat bi lahko bil posledica ravnotežja med hitro reagirajočim in aktivirajočim anilinom (ArNH2) in, sicer bolje zastopanim, vendar manj reaktivnim in deaktivirajočim anilinijevim ionom (ArNH3+). Drugi vir pravi, da se bolj nadzorovano nitriranje anilina doseže tako, da se z acetanhidridom najprej tvori acetanilid, temu pa sledi pravo nitriranje. Amid je aktivirajoča skupina, zato bodo pri nitriranju nastali orto in para izomeri. S segrevanjem reakcijske zmesi nitroamid hidrolizira v nitroamin. 
Z nitriranjem benzena z dušikovo kislino in živosrebrovim(II) nitratom (Hg(NO3)2) (Wolffenstein-Bötersova reakcija) nastane pikrinska kislina (2,4,6-trinitrofenol).

## Nitro spojine
Nitro spojine so pomembni vmesni produkti, iz katerih se z redukcijo sintetizirajo amino spojine.
Spojine z večjim številom nitro skupin so eksplozivne in se uporabljajo predvsem kot vojaška razstreliva. Takšne spojine so trinitroglicerol (nitroglicerin), ki je osnovna sestavina dinamita, trinitrotoluen (TNT), trinitrofenol (pikrinska kislina), ki se je uporabljala predvsem v prvi svetovni vojni in nitroceluloza, imenovana tudi strelni bombaž in brezdimni smodnik.